# Rovito
Rovito är en ort och kommun i provinsen Cosenza i regionen Kalabrien i Italien. Kommunen hade 3 155 invånare (2018).